# Norton 360
Norton 360, desarrollado por Symantec, fue una suite de seguridad “all-in-one” que combinaba protección en línea con optimización de rendimiento. Lo que distinguía a esta suite de Norton Internet Security es la inclusión de herramientas de optimización y para resolver problemas.
Norton 360 fue distribuido en caja, como descarga o venía preinstalado como software OEM. Norton 360 fue descontinuado después la reforma de productos de la línea Norton a mediados de 2014, y sus características fueron llevadas a su sucesor, Norton Security.
El 6 de enero de 2022, Norton 360 empezó a instalar un minador de criptomonedas que es difícil de eliminar del sistema.

## Funciones Principales
- Defensa contra una amplia variedad de amenazas en línea.
- Rendimiento mejorado: ofrece la mejor protección de la industria sin sacrificar el rendimiento.
- Protección contra el robo de identidad en línea.
- Copia de respaldo y restauración automáticas.
- Supervisión de la red: ayuda a proteger su red inalámbrica.
- Optimización del equipo que mantiene el equipo funcionando al máximo rendimiento.
- Soporte técnico gratuito por correo electrónico y chat en vivo.
- Avisos sobre nuevas funciones, actualizaciones de productos y advertencias sobre amenazas nuevas.

## Requisitos
Los requisitos necesarios para la instalación de Norton 360 son los siguientes:
- Procesador de 300 MHz o superior.
- 256 MB de RAM como mínimo (se recomienda 512 MB).
- 300 MB de Disco Duro.
- Sistema Operativo Windows XP Home/Profesional, Windows Vista en cualquiera de sus ediciones al igual que Windows 7.
- Internet Explorer 6.0 o superior, Firefox 2.0 a 3.6 para la función de protección contra phishing.
- Conexión a Internet (para actualizaciones y copias de seguridad en línea).

## Copias de Seguridad En línea
Al tener una cuenta con Norton (Norton Account), podemos almacenar copias de seguridad en línea (backups) con 2 GB de almacenamiento (aunque se puede adquirir más espacio por un costo adicional).
Cuando activamos el producto y para poder realizar las copias de seguridad en línea, se nos pedirá que creemos nuestra Norton Account o que llenemos un formulario para adquirir una.